# Kirchenkreis Wied
Der Kirchenkreis Wied ist einer der 37 Kirchenkreise in der Evangelischen Kirche im Rheinland (EKiR) mit Sitz in Neuwied. Zu ihm gehören 14 Kirchengemeinden. Sein Gebiet ist im Wesentlichen deckungsgleich mit dem des Landkreises Neuwied.

## Geschichte
In der Grafschaft Wied hatte sich schon im 16. Jahrhundert die Reformation durchgesetzt. Die Honnefelder Synode von 1564 schuf eine einheitliche Kirchenordnung für die gesamte Grafschaft. Im letzten Viertel des Jahrhunderts schloss sich die Grafschaft dem reformierten Bekenntnis an und arbeitete von nun an eng mit den ebenfalls reformierten benachbarten Territorien Nassau-Dillenburg, Sayn-Wittgenstein und Solms zusammen. Unter Graf Friedrich Alexander wurde im 18. Jahrhundert in der Residenzstadt Neuwied religiöse Toleranz durchgesetzt; der Rest des Gebiets blieb aber fast rein reformiert.
Als das Gebiet durch den Wiener Kongress zwischen dem Herzogtum Nassau und dem Königreich Preußen aufgeteilt wurde, wurden im preußischen (westlichen) Teil die Kirchenkreise (nach damaliger Begrifflichkeit Synoden) Neuwied und Dierdorf gebildet. 1817 wurden sie zur Synode Wied vereinigt. Seit 1973 gehören auch die ehemals kurtrierischen bzw. kurkölnischen Gemeinden Engers, Bad Hönningen und Linz, die zuvor dem Kirchenkreis Koblenz angehörten, zum Kirchenkreis Wied.

## Kirchengemeinden
Zum Kirchenkreis gehören die Kirchengemeinden Anhausen, Dierdorf, Engers, Feldkirchen-Altwied, Honnefeld, Linz-Bad Hönningen-Unkel-Rheinbreitbach, Neuwied, Niederbieber, Oberbieber, Puderbach, Raubach, Rengsdorf, Urbach und Waldbreitbach.

## Kirchengebäude im Kirchenkreis Wied
- Evangelische Pfarrkirche Altwied
- Evangelische Kirche (Dierdorf)
- Evangelische Kirche (Engers)
- Evangelische Friedenskirche (Heddesdorf)
- Feldkirche (Neuwied)
- Marktkirche (Neuwied)
- Evangelische Kirche (Niederbieber)
- Evangelische Kirche (Oberbieber)
- Evangelische Kirche Oberdreis
- Evangelische Kirche (Raubach)
- Evangelische Kirche (Urbach)

## Leitung
Die Leitung des Kirchenkreises liegt bei der Kreissynode, die in der Regel zweimal im Jahr tagt, beim Kreissynodalvorstand und beim Superintendenten. Als Superintendent amtiert (Stand Januar 2021) Pfarrer Detlef Kowalski. Kreiskantor ist Kirchenmusikdirektor Thomas Schmidt.

## Mitgliederstatistik
Laut der Volkszählung 1987 gehörten damals 35,1 % – 49.000 der 139.600 – Einwohner zur Evangelischen Kirche im Rheinland. Die Zahl der evangelischen Kirchenmitglieder ist seitdem gesunken. Anfang 2021 lebten im Gebiet des Kirchenkreises 165.200 Einwohner, wovon 23,1 % (38.200) Mitglieder der Landeskirche waren.